# Nouvelle lune
Pour l’article homonyme, voir La Nouvelle Lune.
La nouvelle lune est la phase lunaire pendant laquelle la Lune, durant sa révolution synodique qui dure environ 29,53 jours, se trouve entre la Terre et le Soleil. Pendant cette phase, elle ne se trouve donc pas dans le ciel nocturne. Pendant la journée, les faits que sa face visible ne soit pas illuminée par le Soleil, et qu'elle soit proche du disque solaire, la rendent difficilement observable à l'œil nu.

Défilement des phases lunaires.

La nouvelle lune est parfois considérée comme l'instant d'apparition du premier croissant de lune visible, après la conjonction astronomique. Ceci s'observe juste au-dessus de l'horizon vers l'ouest, pendant la brève période entre le coucher de soleil et le coucher de lune. L'instant précis, et même la date de cette apparition dépend donc de la position géographique de l'observateur.
La nouvelle lune astronomique (parfois appelée en anglais dark moon, c'est-à-dire « lune sombre » ou « lune noire », pour éviter la confusion), se produit, par définition, au moment précis de sa conjonction astronomique en longitude écliptique avec le Soleil, tel qu'il est vu de la Terre. Ce moment est unique, et ne dépend pas de la localisation géographique de l'observateur. Si la Lune est en plus suffisamment proche du plan de l'écliptique, on a une éclipse solaire.  

## Observations astronomiques
Cette phase est intéressante pour les astronomes, parce qu'elle garantit que la Lune ne sera pas visible pendant la nuit, sa luminosité lors des autres phases nuisant à l'observation du ciel.

## Sismicité
Des marées de Terre sont induites par le changement cyclique de gravité résultant des positions respectives de la Lune et du Soleil. Elles augmentent la pression subie par les failles géologiques instables. 
Les sismologues admettent généralement que deux fois par jour les marées hautes (plus perceptibles sur les grands océans) peuvent localement déclencher ou exacerber de très petits tremblements de terre dont certains sont localisés sur la faille de San Andreas en Californie et dans la région des Cascades, sur la côte ouest nord-américaine. 
Certaines fortes dépressions atmosphériques ont un effet un peu similaire. 

Ainsi en 2011 l'ouragan Irene semble avoir le long de la côte Est-américaine suscité plusieurs répliques après un séisme de magnitude 5,8 qui avait secoué la Virginie 4 jours plus tôt. 

Une étude faite aux États-Unis et à Taïwan a montré que 11 des 20 séismes lents qui ont eu lieu entre 2002 et 2007 à Taïwan ont coïncidé avec le passage d'un typhon source d'une dépression suffisante pour débrider certaines failles sous pression, ce qui limiterait le risque de tremblements de terre plus violents, de magnitude 8 ou plus),. 
Un article de septembre 2016 publié dans Nature Geoscience a confirmé que les tremblements de terre de grande magnitude (ex.: au Chili en 2010 et au Japon en 2011, Tohoku-Oki) sont plus susceptibles de se produire en période de pleine lune et de nouvelle lune, et deux fois par mois lorsque des contraintes de marée sont les plus élevés parce que le Soleil, la Lune et la Terre s'alignent. Pour arriver à cette conclusion, les chercheurs ont étudié plus de 10 000 tremblements de terre commençant avec une magnitude 5,5, au regard de leur date par rapport à l'annuaire des marées. La conclusion est qu'un tremblement de terre commençant durant une période stressante de marée haute était plus susceptible de se développer jusqu'à une magnitude 8 ou plus. Le facteur marée, n'est pas nécessairement dominant en termes d'explication sismique, mais il peut être le stress supplémentaire qui détermine le moment d'une rupture ou d'un glissement de faille.

Ces informations devraient permettre de légèrement améliorer la prévision sismique, mais la mesure de la probabilité d'un tremblement de terre reste très difficile. L'un des auteurs de l'étude va étudier une liste supplémentaire de tremblements de terre centrés sur les zones où des plaques de croûte océanique plongent sous la croûte continentale, pour voir si le modèle s'applique là aussi.

## Dans l'hindouisme
Des rituels existent dans l'hindouisme en liaison directe avec la nouvelle lune; la plupart des fêtes aussi sont liées à cet astre. Ekadashi est un jeûne et une veillée de méditation qui suit le calendrier lunaire par exemple. Le pèlerinage dénommé Khumba Mela tient compte également de la nouvelle lune.